# Cerithiopsis barleei
Cerithiopsis barleei is een slakkensoort uit de familie van de Cerithiopsidae. De wetenschappelijke naam van de soort is voor het eerst geldig gepubliceerd in 1867 door Jeffreys.